# カーボベルデの文化
カーボベルデの文化はClaridade、Negrume、etcなどの文学や、セルジオ・フルゾーニ、マヌエル・ロペス、オヴィディオ・マルティンス、etcなどの作家によって特徴付けられている。カーボベルデの文化はモルナ、フナナー、コラデイラ、タバンカ、etcなどの音楽の作法もまた持ち合わせている。セザリア・エヴォラ、チェカ、及びその他のカーボベルデ人の歌手は世界中で活躍している。
カーボベルデの文化はアフリカとポルトガルの混合したルーツを反映している。カーボベルデの文化はモルナのような多様な音楽の形式と、幅広いダンスの様式、ソフトなモルナ、モルナの近代化したパサーダ、官能的なアフリカとポルトガルの融合した舞踊フナナー、最高度に官能的なコラデイラ、バトゥーケのダンスなどによって世界的に知られている。これらはカーボベルデの住人の多様な起源を反映している。クリオロ（"Criolo"）の用語はカーボベルデの文化と同様に、住民を指して用いられることもある。

## 文学

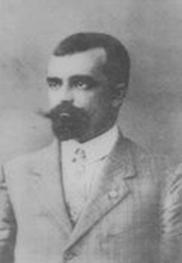
エウジェニオ・タヴァレスはカーボベルデ文学に於いて最もよく知られた詩人の一人である。

カーボベルデ文学はポルトガル語圏アフリカに於いて最も豊かなものの一つである。

## 音楽

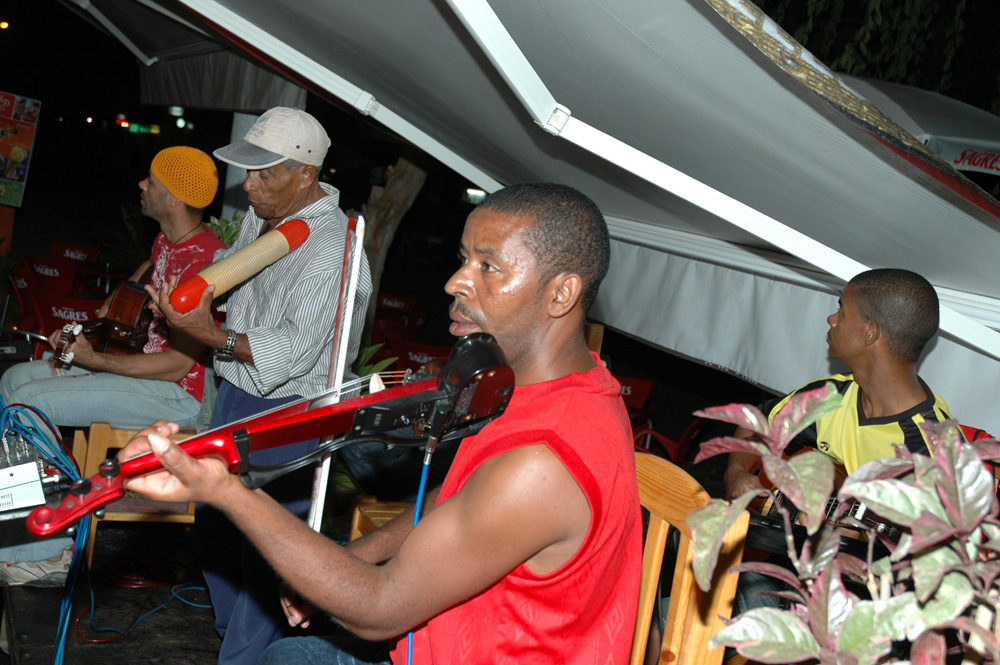
モルナを演奏するグループ。

カーボベルデはカーボベルデ・クレオール語で歌われ、クラリネット、ヴァイオリン、ギター、カヴァキーニョが伴奏するフォークソングの形式モルナによって国際的に知られている。諸島はフナナー、バトゥーケ、コラデイラ、マズルカなどの土着のジャンルによって特徴づけられている。
セザリア・エヴォラは恐らく最も国際的に知られたモルナの実践者である。彼女は世界中で名声を獲得し、マドンナ や
フリオ・イグレシアス
のような著名人にも彼女のファンは多い。

## 遊戯
ある種の遊技が広場のような共同の会合場所で日常的に行われる。これらは社会的相互作用の強固な形式であり、時々公衆の注意を引く非公式なトーナメントを生み出す。これらの遊戯は、biscaやtxintxon、その他にはurilのような幾つかのカードゲームなどである。